# Syndiamesa lobifera
Syndiamesa lobifera är en tvåvingeart som först beskrevs av Jean-Jacques Kieffer 1918.  Syndiamesa lobifera ingår i släktet Syndiamesa och familjen fjädermyggor.
Artens utbredningsområde är Turkiet. Inga underarter finns listade i Catalogue of Life.